# Novato
Novato – miasto w Stanach Zjednoczonych, w stanie Kalifornia, w hrabstwie Marin. Według spisu ludności przeprowadzonego przez United States Census Bureau w roku 2010, w Novato mieszka 51904 mieszkańców.